# ماغنوس سفينسون (لاعب كرة الأرض)
ماغنوس سفينسون (بالسويدية: Magnus Svensson)‏ هو لاعب كرة الأرض ‏ سويدي، ولد في 27 مايو 1983 في فاربيرغ في السويد.